# Premier League (eSwatini)
La Premier League dell'eSwatini, conosciuta anche come MTN Premier League perché sponsorizzata dal Gruppo MTN, è la massima competizione calcistica che si disputa dal 1971 in eSwatini (fino al 2018 noto come Swaziland).

## Albo d'oro
- 1971:  Milling Hotspurs
- 1972:  Milling Hotspurs
- 1973: ?
- 1974:  Mbabane Highlanders
- 1975: ?
- 1976:  Mbabane Highlanders
- 1977:  Juventus Kvaluseni
- 1978: ?
- 1979: ?
- 1980:  Mbabane Highlanders
- 1981:  Peacemakers
- 1982:  Mbabane Highlanders
- 1983:  Manzini Wanderers
- 1984:  Mbabane Highlanders
- 1985:  Manzini Wanderers
- 1986:  Mbabane Highlanders
- 1987:  Manzini Wanderers
- 1988:  Mbabane Highlanders
- 1989:  Denver Sundowns
- 1990:  Denver Sundowns
- 1991:  Mbabane Highlanders
- 1992:  Mbabane Highlanders
- 1993:  Mbabane Swallows
- 1994:  Eleven Men in Flight
- 1995:  Mbabane Highlanders
- 1996:  Eleven Men in Flight
- 1997:  Mbabane Highlanders
- 1998: non disputato
- 1998-99:  Manzini Wanderers
- 1999-00:  Mbabane Highlanders
- 2000-01:  Mbabane Highlanders
- 2001-02:  Manzini Wanderers
- 2002-03:  Manzini Wanderers
- 2003-04:  Mhlambanyatsi Rovers
- 2004-05:  Mbabane Swallows
- 2005-06:  Royal Leopards
- 2006-07:  Royal Leopards
- 2007-08:  Royal Leopards
- 2008-09:  Mbabane Swallows
- 2009-10:  Young Buffaloes
- 2010-11:  Green Mamba
- 2011-12:  Mbabane Swallows
- 2012-13:  Mbabane Swallows
- 2013-14:  Royal Leopards
- 2014-15:  Royal Leopards
- 2015-16:  Royal Leopards
- 2016-17:  Mbabane Swallows
- 2017-18:  Mbabane Swallows
- 2018-19:  Green Mamba
- 2019-20:  Young Buffaloes
- 2020-21:  Royal Leopards
- 2021-22:  Royal Leopards
- 2022-23:  Green Mamba
- 2023-24:  Mbabane Swallows
- 2024-25:  Nsingizini Hotspurs

## Classifica titoli
| Club                 | Città         | Titoli | Anni                                                                         |
| -------------------- | ------------- | ------ | ---------------------------------------------------------------------------- |
| Mbabane Highlanders  | Mbabane       | 13     | 1974, 1976, 1980, 1982, 1984, 1986, 1988, 1991, 1992, 1995, 1997, 2000, 2001 |
| Royal Leopards       | Simunye       | 8      | 2006, 2007, 2008, 2014, 2015, 2016, 2021, 2022                               |
| Mbabane Swallows     | Mbabane       | 8      | 1993, 2005, 2009, 2012, 2013, 2017, 2018, 2024                               |
| Manzini Wanderers    | Manzini       | 6      | 1983, 1985, 1987, 1999, 2002, 2003                                           |
| Green Mamba          | Simunye       | 3      | 2011, 2019, 2023                                                             |
| Denver Sundowns      | Manzini       | 2      | 1989, 1990                                                                   |
| Eleven Men in Flight | Siteki        | 2      | 1994, 1996                                                                   |
| Milling Hotspurs     | Manzini       | 2      | 1971, 1972                                                                   |
| Young Buffaloes      | Matsapha      | 2      | 2010, 2020                                                                   |
| Mhlambanyatsi Rovers | Mhlambanyatsi | 1      | 2004                                                                         |
| Peacemakers          | Mhlume        | 1      | 1981                                                                         |
| Juventus Kvaluseni   | Mhlume        | 1      | 1977                                                                         |
| Nsingizini Hotspurs  | Nhlangano     | 1      | 2025                                                                         |

## Capocannonieri
| Anno    | Capocannoniere                                  | Squadra                            | Reti |
| ------- | ----------------------------------------------- | ---------------------------------- | ---- |
| 2000-01 | Fritz Junior Seilbea                            | Mbabane Swallows                   | 13   |
| 2002-03 | Patrick "Nkola" Mkhwanazi                       | Manzini Wanderers                  | 13   |
| 2003-04 | Salebona "Salas" Jele                           | Young Buffaloes                    | 11   |
| 2004-05 | Mzwandile "Zoo" Mamba                           | Mbabane Swallows                   | 12   |
| 2005-06 | Mzwandile "Zoo" Mamba Mduduzi "Aghahowa" Mdluli | Royal Leopards Mbabane Highlanders | 11   |
| 2011-12 | Nhlanhla "Mshengu" Kunene                       | Malanti Chiefs                     | 17   |
| 2012-13 | Nhlanhla "Mshengu" Kunene                       | Malanti Chiefs                     | 14   |
| 2013-14 | Sandile Hlatshwako                              | Malanti Chiefs                     | 14   |
| 2021-22 | Sandile Gamedze                                 | Young Buffaloes                    |      |
| 2022-23 | Felix Badenhorst                                | Mbabane Swallows                   | 20   |